# Bannewitz
Bannewitz  est une commune de Saxe (Allemagne), située dans l'arrondissement de Suisse-Saxonne-Monts-Métallifères-de-l'Est, dans le district de Dresde. Le village de Goppeln, en Suisse saxonne, qui dépend de la commune, est célèbre pour y avoir regroupé les peintres dits de l'école de Goppeln à la fin du XIXe siècle et du début du XXe siècle.

## Personnalités liées à la ville
- Ferdinand von Schill (1776-1809), militaire né à Wilmsdorf.
- Curt Querner (1904-1976), artiste né à Börnchen.
- Werner Schmieder (1926-), homme politique né à Bannewitz.